# Storena formosa
Storena formosa är en spindelart som beskrevs av Tord Tamerlan Teodor Thorell 1870. Storena formosa ingår i släktet Storena och familjen Zodariidae. Inga underarter finns listade i Catalogue of Life.